# Distretto di Breslavia
Il distretto di Breslavia (in polacco powiat wrocławski) è un distretto polacco appartenente al voivodato della Bassa Slesia.
Il capoluogo del distretto è la città di Breslavia che non ne fa parte ma costituisce un distretto a sé. 

## Geografia antropica

### Suddivisioni amministrative
Il distretto comprende 9 comuni.
- Comuni urbano-rurali: Kąty Wrocławskie, Sobótka, Święta Katarzyna
- Comuni rurali: Czernica, Długołęka, Jordanów Śląski, Kobierzyce, Mietków, Żórawina